# إلفيس دوران
إلفيس دوران (بالإنجليزية: Elvis Duran) هو مقدم برامج إذاعية أمريكي، ولد في 5 أغسطس 1964 في ماككيني في الولايات المتحدة.